# Goodyera modesta
Goodyera modesta är en orkidéart som beskrevs av Rudolf Schlechter. Goodyera modesta ingår i släktet knärötter, och familjen orkidéer.
Artens utbredningsområde är Costa Rica. Inga underarter finns listade i Catalogue of Life.